# Tom Jennings (informatico)
Tom Jennings (Boston, 1955) è un informatico e attivista statunitense.

## Biografia
Figlio di un tecnico elettronico autodidatta, costruì la sua prima macchina elettronica a soli dodici anni.
Nel 1983, quando aveva 28 anni, lavorava per una piccola software house di Boston. Alla fine di quest'anno si trasferì a San Francisco per un periodo di vacanza ed a dicembre fondò la Fido BBS N.1.
Nel giugno 1984 collegò Fido BBS N.1 con Fido2, una BBS di Baltimora creata da John Madill, dando vita a FidoNet, la prima rete di BBS.
Siccome i programmi necessari al funzionamento di FidoNet si auto-propagano gratuitamente da un nodo all'altro, il progetto vide una rapida espansione: i nodi erano 160 all'inizio del 1985.

## Ideali
Tom Jennings ha detto alla scrittrice Helena Velena di essere "punk, anarchico, libertario, omosessuale, hacker ed a favore del pirataggio di qualunque tipo di software commerciale".
Il giorno che Howard Rheingold, studioso dell'impatto sociale e delle nuove tecnologie, lo incontrò per la prima volta, "aveva i capelli viola e vari pezzi di metallo agganciati al giubbotto di pelle, alle orecchie e al naso. Va in skateboard, è attivista del movimento gay, è anarchico e aborrisce l'idea di reprimere qualsiasi forma di libera espressione delle idee".
Dal 2001 vive col suo compagno a Los Angeles.
Attualmente si occupa di retrocomputing.